# Выборы в Сенат США в Южной Каролине (2022)
Выборы в Сенат США в Южной Каролине состоялись 8 ноября 2022 года. Победитель представит штат в верхней палате Конгресса США. Действующий сенатор-республиканец Тим Скотт был назначен в Сенат США в 2013 году губернатором Никки Хейли после отставки Джима Деминта. Скотт победил на дополнительных выборах 2014 года и был переизбран на полный шестилетний срок в 2016 году, набрав 60,6% голосов. В 2022 году вновь баллотировался на переизбрание, но при этом заявил, что гонка 2022 года станет для него последней.
Внутрипартийные выборы в Южной Каролине состоялись 14 июня, а второй тур — 28 июня. По результатам всеобщих выборов Скотт был переизбран на второй срок.

## Праймериз Республиканской партии

### Кандидаты

#### Номинант
- Тим Скотт — действующий сенатор США от штата Южная Каролина (с 2013 года)[2]

#### Снявшиеся с выборов
- Тимоти Суэйн[5] (кандидат в Палату представителей Южной Каролины[англ.])[6]

## Праймериз Демократической партии

### Кандидаты

#### Номинант
- Кристл Мэтьюз[англ.] — член Палаты представителей Южной Каролины[англ.] (с 2018 года)[7]

#### Участники второго тура
- Кэтрин Флеминг Брюс — писатель, активист[8]

#### Участники первичных праймериз
- Анджела Гетер — председатель Демократической партии округа Спартанберг, кандидат в Палату представителей Южной Каролины[англ.] (2017)[9]

#### Результаты первого тура

Результаты по округам:

| Кандидат | Кандидат            | Партия          | Голосов | %     |
| -------- | ------------------- | --------------- | ------- | ----- |
|          | Кэтрин Флеминг Брюс | Демократическая | 59 777  | 34,69 |
|          | Кристл Мэтьюз       | Демократическая | 57 278  | 33,24 |
|          | Анджела Гетер       | Демократическая | 55 281  | 32,08 |
| Всего    | Всего               | Всего           | 172 336 | 100   |

#### Результаты второго тура

Результаты по округам:

| Кандидат | Кандидат            | Партия          | Голосов | %     |
| -------- | ------------------- | --------------- | ------- | ----- |
|          | Кристл Мэтьюз       | Демократическая | 25 300  | 55,77 |
|          | Кэтрин Флеминг Брюс | Демократическая | 20 064  | 44,23 |
| Всего    | Всего               | Всего           | 45 364  | 100   |

## Всеобщие выборы

### Предвыборная статистика
Обозначения:
- Р — равенство
- НП — небольшое преимущество
- ДП — достаточное преимущество
- СП — существенное, но преодолимое преимущество
- ОП — огромное преимущество

| Источник                  | Рейтинг | По состоянию на: |
| ------------------------- | ------- | ---------------- |
| The Cook Political Report | ОП (Р)  | 22 сентября 2022 |
| Inside Elections          | ОП (Р)  | 23 сентября 2022 |
| Sabato's Crystal Ball     | ОП (Р)  | 31 августа 2022  |
| Politico                  | ОП (Р)  | 5 сентября 2022  |
| RealClearPolitics         | ОП (Р)  | 20 сентября 2022 |
| Fox News                  | ОП (Р)  | 20 сентября 2022 |
| DDHQ                      | ОП (Р)  | 12 сентября 2022 |
| 538                       | ОП (Р)  | 22 сентября 2022 |
| The Economist             | ОП (Р)  | 15 сентября 2022 |

### Опросы
| Источник опроса             | Период проведения            | Размер выборки | Уровень погрешности | Тим Скотт (Р) | Кристл Мэтьюз (Д) | Ларри Адамс—мл. (Н) | Другие | НИ  |
| --------------------------- | ---------------------------- | -------------- | ------------------- | ------------- | ----------------- | ------------------- | ------ | --- |
| Echelon Insights            | 31 августа – 7 сентября 2022 | 600 (ЗИ)       | ±5,1%               | 54%           | 37%               | –                   | –      | 9%  |
| Moore Information Group (R) | 8–13 марта 2022              | 500 (ПИ)       | ±4,0%               | 57%           | 25%               | 5%                  | 2%     | 11% |

### Результаты
| Кандидат | Кандидат            | Партия             | Голосов   | %     |
| -------- | ------------------- | ------------------ | --------- | ----- |
|          | Тим Скотт (действ.) | Республиканская    | 1 066 274 | 62,88 |
|          | Кристл Мэтьюз       | Демократическая    | 627 616   | 37,01 |
|          | Вписанный кандидат  | Вписанный кандидат | 1812      | 0,11  |
| Всего    | Всего               | Всего              | 1 695 702 | 100   |